# Vladislao Cap
Vladislao Cap (Avellaneda, 5 juli 1934 – 14 september 1982) was een Argentijnse voetballer van Pools-Hongaarse afkomst.  
Na eerst bij twee kleinere clubs te spelen maakte hij in 1954 de overstap naar Racing uit zijn thuisstad. Hij speelde er aan de zijde van grote spelers als Pedro Dellacha, Omar Corbatta en Pedro Manfredini. In 1958 werd hij kampioen met deze club. Na een tussenstop bij Huracán ging hij vier jaar voor River Plate spelen. In een elftal met sterren als Ermindo Onega en José Ramos Delgado speelde hij echter maar een bijrol en was hij meestal reservespeler.
In 1959 maakte hij ook zijn opwachting bij het nationale elftal, waarmee hij prompt de Copa América won. In 1962 behoorde hij ook tot het elftal dat deelnam aan het WK in Chili, waar hij twee wedstrijden speelde. 
Na zijn spelerscarrière begon hij ook een trainerscarrière. In 1971 won hij de titel met Independiente. Dit team won, weliswaar met een andere trainer een jaar later de Copa Libertadores. In 1974 trainde hij ook het nationale elftal, maar nadat zijn team niet door de voorronde op het WK kwam werd hij ontslagen. 
In september 1982 werd hij in het ziekenhuis opgenomen met hartproblemen en overleed kort daarna. 